# Amata fenestrata
Amata fenestrata är en fjärilsart som beskrevs av Gottlieb August Wilhelm Herrich-Schäffer 1855. Amata fenestrata ingår i släktet Amata och familjen björnspinnare. Inga underarter finns listade i Catalogue of Life.